# 幕の内ISM
『幕の内ISM』（まくのうちイズム）は、2014年6月18日にワーナーミュージック・ジャパンよりリリースされたパスピエのメジャー2枚目のフルアルバム。

## 概要
通常盤と初回限定盤が発売。初回限定盤は特殊パッケージ仕様で「2013年12月21日 パスピエ TOUR 2013 “印象・日の出” 外伝 at 赤坂BLITZ」の一部を収録したDVDが付属。同公演のCD版未収録の「ON THE AIR」がiTunesバンドル特典で収録。
発売初週に約1.2万枚を売り上げて、2014年6月30日付オリコン週間アルバムランキングで初登場12位を獲得した。
2014年10月22日に『幕の内ISM』から4曲を英語詞で再録したものと、 Seihoによる「MATATABISTEP（English ver.）」のリミックスを収録した『MAKUNOUCHI-ISM e.p.』を配信限定でリリース。
2015年5月13日にアナログ・レコードとして『MAKUNOUCHI-ISM[Limited european vinyl edition]』がフランスのレーベルSpecific Recordingsより発売された。ジャケットは大胡田により新たに描き下ろされている。

## 収録曲
| 全作詞: 大胡田なつき、全作曲: 成田ハネダ、全編曲: パスピエ。 |                                          |              |            |      |
| #                                                            | タイトル                                 | 作詞         | 作曲・編曲 | 時間 |
| 1.                                                           | 「YES/NO」                               | 大胡田なつき | 成田ハネダ | 4:00 |
| 2.                                                           | 「トーキョーシティ・アンダーグラウンド」 | 大胡田なつき | 成田ハネダ | 3:45 |
| 3.                                                           | 「七色の少年」                           | 大胡田なつき | 成田ハネダ | 4:13 |
| 4.                                                           | 「あの青と青と青」                       | 大胡田なつき | 成田ハネダ | 5:41 |
| 5.                                                           | 「ノルマンディー」                       | 大胡田なつき | 成田ハネダ | 3:28 |
| 6.                                                           | 「世紀末ガール」                         | 大胡田なつき | 成田ハネダ | 2:18 |
| 7.                                                           | 「とおりゃんせ」                         | 大胡田なつき | 成田ハネダ | 3:21 |
| 8.                                                           | 「MATATABISTEP」                         | 大胡田なつき | 成田ハネダ | 4:18 |
| 9.                                                           | 「アジアン」                             | 大胡田なつき | 成田ハネダ | 3:46 |
| 10.                                                          | 「誰?」                                  | 大胡田なつき | 成田ハネダ | 3:25 |
| 11.                                                          | 「わすれもの」                           | 大胡田なつき | 成田ハネダ | 4:54 |
| 12.                                                          | 「瞑想」                                 | 大胡田なつき | 成田ハネダ | 4:33 |
| 合計時間:                                                    | 合計時間:                                | 47:42        |            |      |

## 特典DVD
初回限定盤に付属。「2013年12月21日 パスピエ TOUR 2013 “印象・日の出” 外伝 at 赤坂BLITZ」の一部を収録。「幕の外盤」と題されている。
| 全作詞: 大胡田なつき、全作曲: 成田ハネダ、全編曲: パスピエ。 |                          |              |            |
| #                                                            | タイトル                 | 作詞         | 作曲・編曲 |
| 1.                                                           | 「S.S」                  | 大胡田なつき | 成田ハネダ |
| 2.                                                           | 「デモクラシークレット」 | 大胡田なつき | 成田ハネダ |
| 3.                                                           | 「トロイメライ」         | 大胡田なつき | 成田ハネダ |
| 4.                                                           | 「名前のない鳥」         | 大胡田なつき | 成田ハネダ |
| 5.                                                           | 「とおりゃんせ」         | 大胡田なつき | 成田ハネダ |
| 6.                                                           | 「フィーバー」           | 大胡田なつき | 成田ハネダ |

## プロモーション
対象のCDショップで購入すると初回限定盤特殊パッケージと連動した厚紙のパーツ「大胡田Ｎ謹製 ジオラマパーツ」が配布された。
また大胡田なつきのイラストパネルやライブの写真などを展示した「パスピエ謹製特別展示博」も開催。
さらにリリース記念プレミアムイベントも実施。タワーレコード全店で『幕の内ISM』購入者に先着で渡されるシリアルカードから応募すると当選者が招待された。

## MAKUNOUCHI-ISM e.p.
2014年10月22日発売。配信限定。
| 全作詞: 大胡田なつき、平床政治、全作曲: 成田ハネダ、全編曲: パスピエ。 |                                               |                        |            |                                      |      |
| #                                                                      | タイトル                                      | 作詞                   | 作曲・編曲 | 原曲                                 | 時間 |
| 1.                                                                     | 「MATATABISTEP（English ver.）」              | 大胡田なつき、平床政治 | 成田ハネダ | MATATABISTEP                         | 4:20 |
| 2.                                                                     | 「Tow-Ryang-Say（English ver.）」             | 大胡田なつき、平床政治 | 成田ハネダ | とおりゃんせ                         | 3:23 |
| 3.                                                                     | 「Tokyo City Underground（English ver.）」    | 大胡田なつき、平床政治 | 成田ハネダ | トーキョーシティ・アンダーグラウンド | 3:45 |
| 4.                                                                     | 「The Meditation（English ver.）」            | 大胡田なつき、平床政治 | 成田ハネダ | 瞑想                                 | 4:33 |
| 5.                                                                     | 「MATATABISTEP（English ver.）[Seiho Remix]」 | 大胡田なつき、平床政治 | 成田ハネダ | MATATABISTEP                         | 3:37 |
| 合計時間:                                                              | 合計時間:                                     | 合計時間:              | 19:38      |                                      |      |

## クレジット
- 大胡田なつき：ボーカル
- 成田ハネダ：キーボード
- 三澤勝洸：ギター
- 露崎義邦：ベース
- やおたくや：ドラムス